# Landtagswahlkreis Ludwigsburg
Der Wahlkreis Ludwigsburg (Wahlkreis 12) ist ein Landtagswahlkreis in Baden-Württemberg. Er umfasste bei der letzten Landtagswahl 2021 die Gemeinden Asperg, Kornwestheim, Ludwigsburg, Möglingen, Remseck am Neckar und Tamm aus dem Landkreis Ludwigsburg.
Die Grenzen der Landtagswahlkreise wurden nach der Kreisgebietsreform von 1973 zur Landtagswahl 1976 grundlegend neu zugeschnitten und seitdem nur punktuell geändert. Zur Landtagswahl 1992 wurde durch das überdurchschnittliche Bevölkerungswachstum im benachbarten Wahlkreis Bietigheim-Bissingen eine Umgruppierung notwendig und die Gemeinde Tamm an den Wahlkreis Ludwigsburg angegliedert. Weitere Änderungen, die den Wahlkreis Ludwigsburg betrafen, gab es danach keine.

## Wahl 2021
Die Landtagswahl 2021 hatte folgendes (vorläufiges) Ergebnis:
| Direktkandidat   | Partei       | Stimmen in % | Landtagswahl 2016 Stimmen in % |
| ---------------- | ------------ | ------------ | ------------------------------ |
| Silke Gericke    | Grüne        | 34,6         | 33,5                           |
| Andrea Wechsler  | CDU          | 22,2         | 23,2                           |
| Friedemann Meyer | AfD          | 8,7          | 15,0                           |
| Colin Sauerzapf  | SPD          | 12,1         | 13,0                           |
| Stefanie Knecht  | FDP          | 11,2         | 8,9                            |
| Nadja Schmidt    | Die Linke    | 4,2          | 2,9                            |
| Josef Wagner     | ÖDP          | 0,6          | 0,7                            |
| Sina Nietz       | Die Partei   | 1,7          | 0,7                            |
| Jan Rittaler     | Freie Wähler | 2,6          | –                              |
| Andreas Roll     | dieBasis     | 0,8          | –                              |
| Magnus Rembold   | KlimalisteBW | 0,8          | –                              |
| Peter Feuerstack | WiR2020      | 0,6          | –                              |
| –                | Sonstige     | –            | 2,1                            |

## Wahl 2016
Die Landtagswahl 2016 hatte folgendes Ergebnis:
| Direktkandidat  | Partei     | Stimmen in % | Landtagswahl 2011 Stimmen in % |
| --------------- | ---------- | ------------ | ------------------------------ |
| Jürgen Walter   | Grüne      | 33,5         | 26,9                           |
| Klaus Herrmann  | CDU        | 23,2         | 35,1                           |
| Dieter Mangold  | AfD        | 15,0         | —                              |
| Claus Schmiedel | SPD        | 13,0         | 24,0                           |
| Stefanie Knecht | FDP        | 08,9         | 05,6                           |
| Oliver Kube     | Die Linke  | 02,9         | 03,0                           |
| Oliver Schmidt  | PIRATEN    | 00,8         | 01,9                           |
| Emil Walla      | Die PARTEI | 00,7         | —                              |
| Gert Widmann    | ALFA       | 00,7         | —                              |
| Josef Wagner    | ödp        | 00,7         | 00,6                           |
| Benjamin Hennes | NPD        | 00,3         | 00,8                           |
| Harald Lettrari | REP        | 00,3         | 01,3                           |

## Wahl 2011
Die Landtagswahl 2011 hatte folgendes Ergebnis:
| Direktkandidat       | Partei    | Stimmen in % | Landtagswahl 2006 Stimmen in % |
| -------------------- | --------- | ------------ | ------------------------------ |
| Klaus Herrmann       | CDU       | 35,1         | 38,8                           |
| Jürgen Walter        | Grüne     | 26,9         | 15,1                           |
| Claus Schmiedel      | SPD       | 24,0         | 25,9                           |
| Martin Müller        | FDP       | 5,6          | 11,2                           |
| Hans-Jürgen Kemmerle | Die Linke | 3,0          | WASG: 3,1                      |
| Hagen Seifert        | PIRATEN   | 1,9          | –                              |
| Harald Lettrari      | REP       | 1,3          | 3,0                            |
| Boris Jabs           | NPD       | 0,8          | 0,8                            |
| Werner Schörnig      | ödp       | 0,6          | 0,2                            |
| Jamil Hamad          | BIG       | 0,4          | –                              |
| Hans-Dieter Völlm    | PBC       | 0,3          | 0,4                            |
| –                    | Sonstige  | –            | 1,4                            |

## Abgeordnete seit 1976
Bei den Landtagswahlen in Baden-Württemberg hat jeder Wähler nur eine Stimme, mit der sowohl der Direktkandidat als auch die Gesamtzahl der Sitze einer Partei im Landtag ermittelt werden. Dabei gibt es keine Landes- oder Bezirkslisten, stattdessen werden zur Herstellung des Verhältnisausgleichs unterlegenen Wahlkreisbewerbern Zweitmandate zugeteilt.
Den Wahlkreis Ludwigsburg vertraten seit 1976 folgende Abgeordnete im Landtag:
| Partei | Art des Mandats | Gewählte                                                                                 |
| ------ | --------------- | ---------------------------------------------------------------------------------------- |
| CDU    | Erstmandat      | Rolf Schoeck 1976 Karl Lang 1980, 1984, 1988, 1992 Klaus Herrmann 1996, 2001, 2006, 2011 |
| Grüne  | Erstmandat      | Jürgen Walter 2016 Silke Gericke 2021                                                    |
| Grüne  | Zweitmandat     | Jürgen Walter 1992, 1996, 2001, 2006, 2011                                               |
| SPD    | Zweitmandat     | Hans Beerstecher 1976, 1980, 1984, 1988 Claus Schmiedel 1992, 1996, 2001, 2006, 2011     |
| REP    | Zweitmandat     | Wolfram Krisch 1992, 1996                                                                |
| FDP    | Zweitmandat     | Wolfram Bergerowski 1976                                                                 |